# Yoshiki Fujimoto
Yoshiki Fujimoto (jap. 藤本 佳希, Fujimoto Yoshiki; * 3. Februar 1994 in Matsuyama, Präfektur Ehime) ist ein japanischer Fußballspieler.

## Karriere
Yoshiki Fujimoto erlernte das Fußballspielen in der Jugendmannschaft des Aso FC, den Schulmannschaften der Kume Middle School, in der Saimi High School sowie in der Universitätsmannschaft der Meiji-Universität. Seinen ersten Vertrag unterschrieb er 2016 bei Fagiano Okayama. Der Verein aus Okayama, einer Hafenstadt in der Präfektur Okayama auf Honshū, spielte in der zweithöchsten Liga des Landes, der J2 League. Von Juli 2018 bis Januar 2019 wurde er an den Ligakonkurrenten Ehime FC nach Matsuyama ausgeliehen. Nach Ende der Ausleihe wurde er von Ehime Anfang 2019 fest verpflichtet. 2021 belegte man mit Ehime den 20. Tabellenplatz und stieg in die dritte Liga ab. Nach dem Abstieg verließ er den Verein und schloss sich Anfang Januar 2022 dem Zweitligisten Montedio Yamagata an.